# Krivosúd-Bodovka
Krivosúd-Bodovka és un poble i municipi d'Eslovàquia que es troba a la regió de Trenčín.

## Història
La primera menció escrita de la vila es remunta al 1398.

## Demografia
| Godina             | 1994 | 2004   | 2014   | 2024   |
| ------------------ | ---- | ------ | ------ | ------ |
| Nombre de persones | 315  | 303    | 330    | 346    |
| Diferència         |      | −3,80% | +8,91% | +4,84% |

| Godina             | 2023 | 2024   |
| ------------------ | ---- | ------ |
| Nombre de persones | 355  | 346    |
| Diferència         |      | −2,53% |